# Euplectromorpha pallida
Euplectromorpha pallida är en stekelart som beskrevs av Boucek 1966. Euplectromorpha pallida ingår i släktet Euplectromorpha och familjen finglanssteklar.
Artens utbredningsområde är Elfenbenskusten. Inga underarter finns listade i Catalogue of Life.